# Samuel W. Taylor
Pour les articles homonymes, voir Samuel Taylor (homonymie), Woolley et Taylor.
Samuel Woolley Taylor, né le 5 février 1907 à Provo dans l'Utah, où il meurt le 26 septembre 1997, est un écrivain et scénariste américain.

## Biographie
Samuel Woolley Taylor est élevé dans une famille de mormons. Il fait des études de journalisme à l’université Brigham Young.
Pendant la Seconde Guerre mondiale, il sert comme officier dans les forces aériennes de l’armée américaine en Europe. Il y obtient la Legion of Merit et la Bronze Star.
Avant la guerre, il commence à écrire dans les pulps et différents magazines comme Collier's, Liberty Magazine ou Esquire. 
Son premier livre écrit en 1945, Fighters, est consacré aux avions de chasse américains pendant la guerre en Europe. 
Son premier roman policier, The Man with My Face (en), est écrit en 1948.
Samuel Woolley Taylor continue d’écrire des romans et nouvelles dans le genre littérature policière mais également des livres consacrés à la civilisation et la culture mormone.